# Guillaume Louis Joseph Séguy
Guillaume Louis Joseph Séguy est un homme politique français né le 25 juillet 1782 à Montauban (Tarn-et-Garonne) et décédé le 28 février 1841 à Toulouse (Haute-Garonne).
Ancien procureur général à la Cour royale de Limoges, il est député du Lot de 1827 à 1830, siégeant dans la majorité soutenant les gouvernements de la Restauration.

## Sources
- « Guillaume Louis Joseph Séguy », dans Adolphe Robert et Gaston Cougny, Dictionnaire des parlementaires français, Edgar Bourloton, 1889-1891 [détail de l’édition]